# Ильченко, Лариса Дмитриевна
Лари́са Дми́триевна И́льченко (род. 18 ноября 1988, Волгоград) — российская пловчиха, первая в истории олимпийская чемпионка на дистанции 10 км (открытая вода), единственная в истории российского женского плавания 8-кратная чемпионка мира. Заслуженный мастер спорта России (2006). Выступала за ЦСКА. Живёт в Волгограде.
29 апреля 2010 года Лариса Ильченко была признана лучшей спортсменкой первого десятилетия XXI века на открытой воде. Заместитель председателя Комиссии спортсменов при Олимпийском комитете России.

## Биография
Тренировалась под руководством сначала Александра Владимировича Иванова, а затем — Владимира Николаевича Захарова.

## Летние Олимпийские игры
- 2008 (Пекин) — золото на 10 км (плавание на открытой воде)

## Чемпионаты мира по плаванию на открытой воде
- 2004 — золото на 5 км
- 2005 — золото на 5 км
- 2006 — золото на 5 и 10 км
- 2007 — золото на 5 и 10 км
- 2008 — золото на 5 и 10 км
- 2009 — серебро на 5 км

Многократная чемпионка России и победительница этапов Кубка мира по плаванию на открытой воде.
Три года подряд (2006, 2007, 2008) Ильченко признавалась лучшей пловчихой мира на открытой воде.
В сентябре 2012 года Лариса Ильченко была введена в Международный зал славы марафонского плавания.

## Награды
- Орден Дружбы — За большой вклад в развитие физической культуры и спорта, высокие спортивные достижения на Играх XXIX Олимпиады 2008 года в Пекине[8]
- Заслуженный мастер спорта России

## Личная жизнь
Замужем за пловцом Сергеем Перуниным (с 2012 года).